# PSR J0348+0432
PSR J0348+0432 — двойная система пульсар-белый карлик в созвездии Тельца. Она была обнаружена в 2007 году с помощью телескопа Национальной радиоастрономической обсерватории имени Роберта К. Берда в Грин-Бэнке в ходе дрейфового сканирования.